# Acteon perforatus
Acteon perforatus är en snäckart som beskrevs av Dall 1881. Acteon perforatus ingår i släktet Acteon och familjen Acteonidae. Inga underarter finns listade i Catalogue of Life.